# Piotr V (król Portugalii)
Piotr V, port. Pedro de Alcântara Maria Fernando Miguel Rafael Gabriel Gonzaga Xavier João António Leopoldo Victor Francisco de Assis Júlio Amélio de Bragança (ur. 16 września 1837 w Lizbonie, zm. 11 listopada 1861 tamże) – król Portugalii w latach 1853–1861.

## Życiorys
Piotr V był najstarszym synem Marii II, królowej Portugalii z dynastii Bragança oraz Ferdynanda, księcia Sachsen-Coburg-Gotha. Przez pierwsze dwa lata rządy regencyjne w jego imieniu sprawował ojciec. W 1858 ożenił się ze Stefanią Hohenzollern-Sigmaringen, ale nie mieli oni dzieci.
Zmarł w 1861 na dur brzuszny lub na tyfus plamisty.

## Odznaczenia
- Wielki Mistrz Trzech Orderów (Chrystusa, Św. Benedykta z Avis i Św. Jakuba od Miecza)[4]
- Wielki Mistrz Orderu Wojskowego Wieży i Miecza, Męstwa, Wierności i Zasługi[4]
- Wielki Mistrz Orderu Niepokalanego Poczęcia Najświętszej Marii Panny z Vila Viçosa[4]
- Krzyż Wielki z Brylantami Orderu Hohenzollernów (Prusy)[4]
- Krzyż Wielki Orderu Ernestyńskiego (Saksonia)[4]
- Krzyż Wielki Orderu Świętego Stefana (Węgry)[4]
- Krzyż Wielki Orderu Świętego Ferdynanda (Sycylia)[4]
- Krzyż Wielki Orderu Lwa Niderlandzkiego (Holandia)[4]
- Krzyż Wielki Orderu Krzyża Południa (Brazylia)[4]
- Krzyż Wielki Orderu Legii Honorowej (Francja)[4]
- Krzyż Wielki Orderu Sokoła Białego (Weimar)[4]
- Order Świętego Andrzeja (Rosja)[5]
- Order Korony Rucianej (Saksonia)[4]
- Order Orła Czarnego (Prusy)[4]
- Order Złotego Runa (Hiszpania)[4]
- Order Annuncjaty (Włochy)[4]
- Order Podwiązki (Wielka Brytania)[6]